# Edward Vermilye Huntington

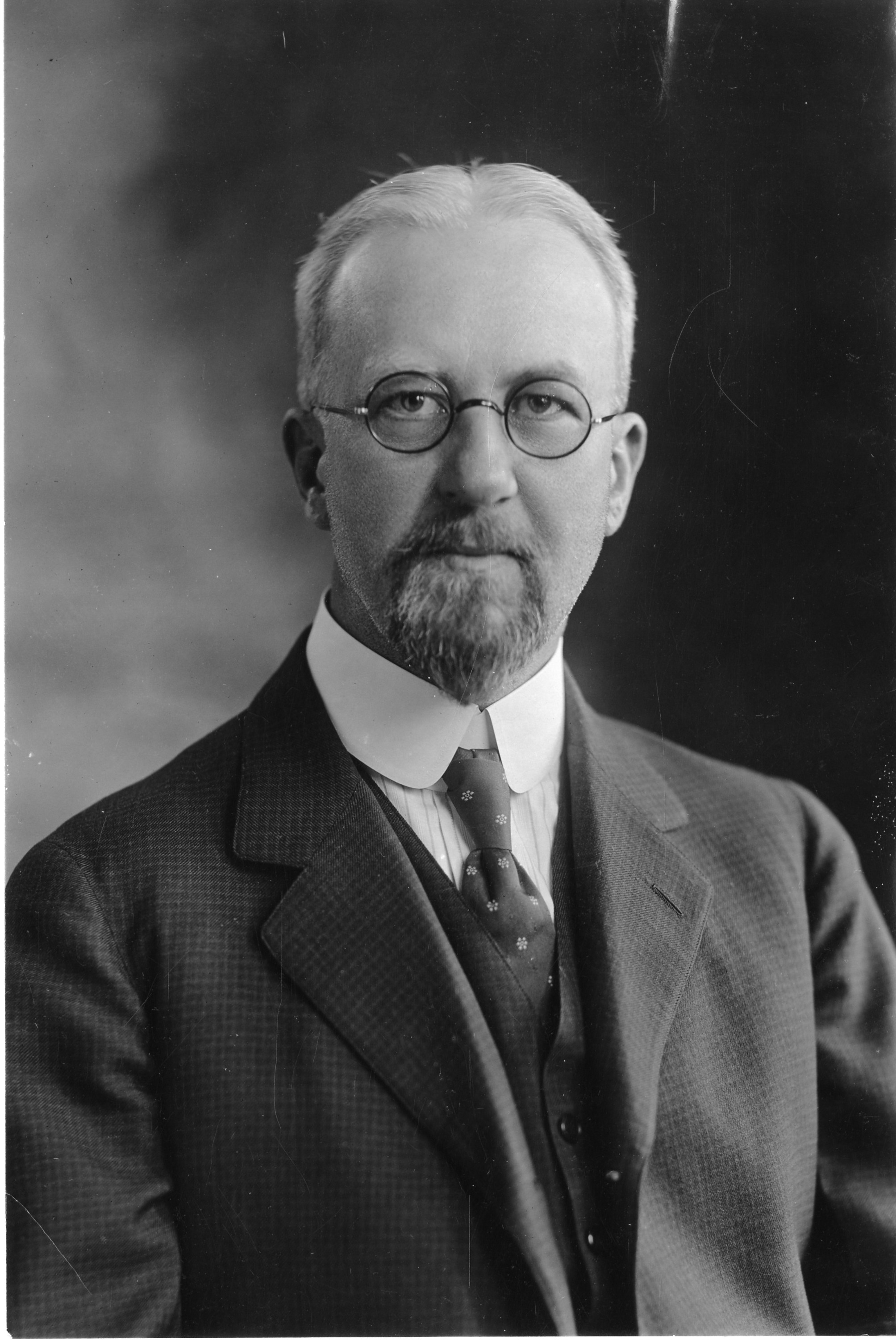
Edward Vermilye Huntington (1925)

Edward Vermilye Huntington (* 26. April 1874 in Clinton, Oneida County, New York; † 25. November 1952 in Cambridge, Massachusetts) war ein US-amerikanischer Mathematiker.

## Leben
Edward V. Huntington studierte an der Harvard University, wo er 1895 den B.A. und 1897 den M.A. erwarb. Nach zwei Jahren Unterrichtstätigkeit an einem College ging er an die Universität Straßburg und wurde dort 1901 promoviert. Er heiratete 1909 Suzie Edwards Van Volkenburgh; die Ehe blieb ohne Kinder. Sein weiteres berufliches Leben verbrachte Huntington in Harvard, wo er ab 1919 als Professor of Mechanics an der Engineering School wirkte.
Im Jahr 1919 wurde Huntington der erste Präsident der Mathematical Association of America, an deren Gründung er mitwirkte. Er wurde zudem 1913 Mitglied der American Academy of Arts and Sciences sowie 1933 der American Philosophical Society. 1908 wurde er Fellow der American Association for the Advancement of Science, deren Vizepräsident er 1941 wurde.

## Werk
Huntington befasste er sich vor allem mit den Axiomen der Mengenlehre und der Booleschen Algebra. Hier leistete er einen Beitrag zur Infixnotation und zeigte, dass die Boolesche Algebra allein auf eine Zweistellige Verknüpfung aufgebaut werden kann. Sein im Jahr 1917 veröffentlichtes Buch The Continuum and Other Types of Serial Order  galt seinerzeit als viel verwendetes Lehrbuch zur Mengenlehre Georg Cantors.
Bleibende Wirkung erzielten Huntingtons Arbeiten über Sitzzuteilungsverfahren. Darin untersuchte er, wie sich der Transfer eines einzelnen Sitzes von einem Teilnehmer zu einem anderen auf die Verfahrenseigenschaften auswirkt. Die Idee solcher paarweisen Vergleiche findet sich schon bei Ladislaus von Bortkiewicz. Im Ergebnis favorisierte Huntington ein Verfahren, das er Methode der gleichen Proportionen (method of equal proportions) nannte; die Methode wird auch als Hill/Huntington-Verfahren bezeichnet, weil Joseph A. Hill schon vor Huntington darüber publiziert hatte.
Im Gegensatz dazu hielt Walter F. Willcox eine andere Zuteilungsmethode, die in Kontinentaleuropa als Sainte-Laguë-Verfahren bekannt ist, für nachweislich besser. Der Professorenstreit – der eine Statistiker mit mathematischer Ausrichtung an der Harvard University, der andere Statistiker mit sozialwissenschaftlicher Ausrichtung an der Cornell University – wurde verbissen geführt und zog sich über Jahrzehnte hin.